# Charge 69
Charge 69 sind eine französische Oi!-Band mit Ska-Einflüssen aus Metz.

## Geschichte
Im Januar 1993 gründe sich Charge 69 im Line-up Spirou (Gesang, Gitarre), Laurent (Schlagzeug, ex-Skaferlatine und PKRK) und Caps (ex-PKRK). In diesem Line-up entsteht der Sampler-Beitrag Seul für die Kompilation Le bal des Vauriens. Anschließend steigt Spirou wieder aus, um sich auf seine Hauptband Molodoï zu konzentrieren. Ihn ersetzten Jeremya (Gitarre) und Sandro (Gesang). Die Debüt-EP Patchwork erschien auf vier verschiedenen Labels: Knock Out Records (Deutschland), Pogo Stick (USA), Bronco Bullfrog (Spanien) und Combat Rock (Frankreich). Die Ep verkauft sich sehr gut und Charge 69 konnte weltweit circa 4.000 Exemplare absetzen.
Im Juni 1995 komplettieren Gilles (Gesang) und  Richard (Gitarre) das Line-up. Es folgen Auftritte in Frankreich, Belgien und Deutschland, diverse Samplerbeiträge und eine Split-EP mit The Bruisers. Mit Ian Burgess nahm die Gruppe 1997 ihr Debütalbum Apparence jugée auf, das bei Knock Out Records und Combat Rock erschien. 1998 folgt die Single Région sacrifiée. Nach dem zweiten Album Vos lois ne sont pas nos règles stieg Richard aus, um sich als Webdesigner zu versuchen. Er wird durch Yann ersetzt. Kurz darauf bricht das Line-up wieder zusammen, doch die Gruppe blieb in wechselnden Line-up bestehen. 2002 erschien die Doppel-CD Des mots, des rires, des larmes et des pleurs…, die einen Karriereüberblick lieferte. 2003 folgt Univers Sale und 2007 Conflit Interne. Letzteres Album erschien in Deutschland auf dem KrawallBrüder-Label KB-Records.

## Stil
Charge 69 spielt Oi!/Streetpunk nach englischem Vorbild. Nennenswerte Einflüsse sind die UK Subs, Stiff Little Fingers und Cockney Rejects. Die Musik wird zudem mit Reggae-/Ska-Elementen angereichert. Sämtliche Texte sind auf Französisch verfasst.

## Diskografie

### Alben
- 1997: Apparence jugée (Combat Rock/Knock Out Records)
- 2000: Vos lois ne sont pas nos règles (Combat Rock/Knock Out Records)
- 2003: Univers Sale (Combat Rock/Knock Out Records)
- 2008: Conflit Interne (Combat Rock/KB-Records)

### Singles und EPs
- 1996: Patchwork (EP, Combat Rock/Knock Out Records/Pogostick/Bronco Bullfrog)
- 1997: Split-EP with The Bruisers (Bird Records)
- 1998: Région sacrifiée (MCD, Combat Rock/Knock Out Records, Rerelease mit Bonustracks 2001)
- 1998: Split-EP with NCA (Combat Records)
- 2002: Même direction (MCD, Combat Rock)
- 2007: Rockstar Attitude (Single, Dirty Punk Records)
- 2011: Retour Au Front (7", Dirty Punk Records)

### Sonstige Veröffentlichungen
- 2002: Des mots, des rires, des larmes et des pleurs… (2CD-Kompilation, Combat Rock, LP 3004 auf Dirty Faces Records)
- 2007: Split CD mit La Gachette (Combat Rock/Trigger/Anger Distribution)